# Linie (militară)

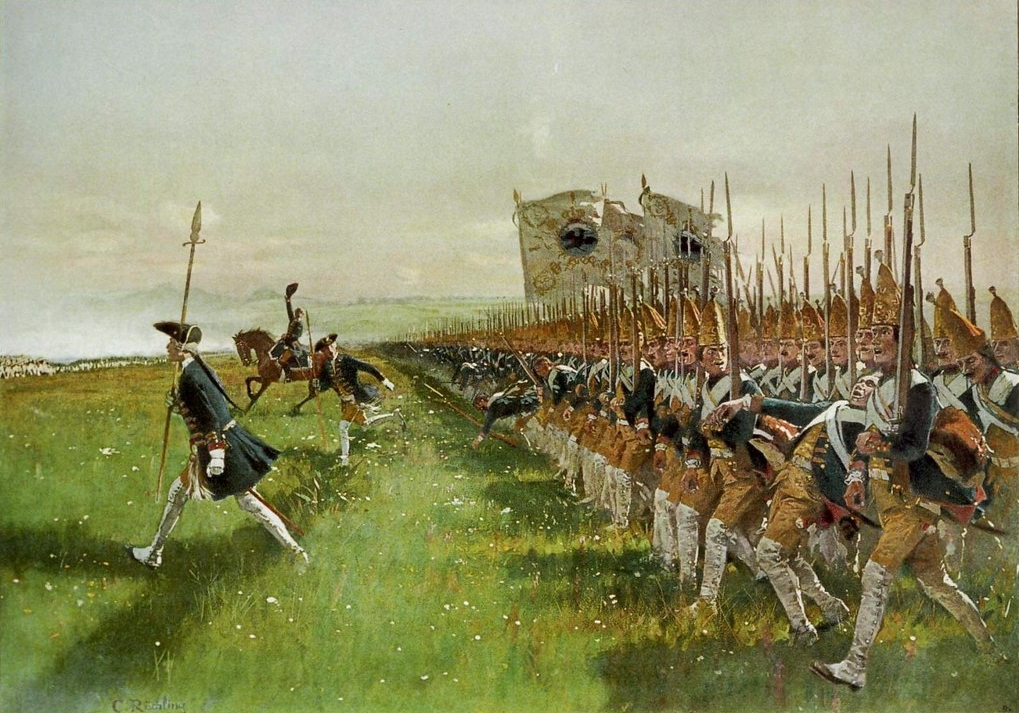
Infanteria prusiană care atacă în linie în timpul bătăliei de la Hohenfriedberg.

Linia este o formațiune tactică standard, care a fost folosită în războiul modern timpuriu. 
Formarea liniei a oferit cea mai bună fațadă pentru focul salve alternative (volley fire) cu dezavantajul unei manevrabilități scăzute și a a vulnerabilității la atacurile cavaleriei. A ieșit în prim-plan în timpul epocii rațiunii, când a fost folosită eficient de Frederic cel Mare și de dușmanii săi în timpul Războiului de Șapte Ani .  Formarea liniei a fost folosită pentru prima dată cu arme combinate în războiul de treizeci de ani de către regele suedez Gustav Adolphus the Great, la bătălia de la Breitenfeld (1631) . 
Un batalion de infanterie se aranjează  „în linie” prin plasarea trupelor în mai multe rânduri, în număr de la două la cinci, trei rânduri fiind cel mai obișnuit aranjament. Fiecare rând se afla la aproximativ o jumătate de metru față de următorul, iar soldații dintr-un rând erau poziționați unul alături de celălalt (de obicei la o lungime de braț). Formarea liniei necesita instruire intensivă a trupelor și supraveghere constantă de către ofițeri și subofițeri (subofițerilor). 
În armatele europene din secolele 17 și 18, subofițerii au fost poziționați în spatele liniei. Erau echipate cu sulițe lungi, pe care le foloseau pentru a  aranja rândurile, o practică care includea împingerea în jos a armelor oricărui soldat care țintea prea sus, precum și asigurarea faptului că rândul rămâne bine organizat și corect plasat. . Mișcarea în formație de linie era foarte lentă și, dacă batalionul a fost instruit la un nivel de excelență, în  orice fel de teren neuniform sau împădurit coeziunea formației se pierdea cu ușurința . Drept urmare, linia a fost utilizată mai ales ca formațiune staționară de luptă, trupele deplasându-se în coloane. 
În plus,  linia ca formație tactică  a fost extrem de vulnerabilă la atacurile de cavalerie , de pe flancuri și din spate, gen de atacuri care au dus, de regulă, la distrugerea coeziunii formații având consecința distrugerea unității, cu excepția cazului soldații se reorganizau în formație de tip careu. 
În timpul războaielor napoleoniene, armata britanică a adoptat organizarea în linie pe  două rânduri. Aceasta a fost adoptată pentru a compensa lipsa lor de oameni și pentru a maximiza puterea de foc Britanicii au continuat să folosească  linie pe două rânduri până la sfârșitul secolului 19. Celebra „linie roșie subțire” a Regimentului 93 (Highland) de în timpul bătăliei de la Balaklava a rezistat cu succes împotriva unui atac de cavalerie rusă, dar acesta este o întâmplare rară.   

## Formarea liniei și cavaleria

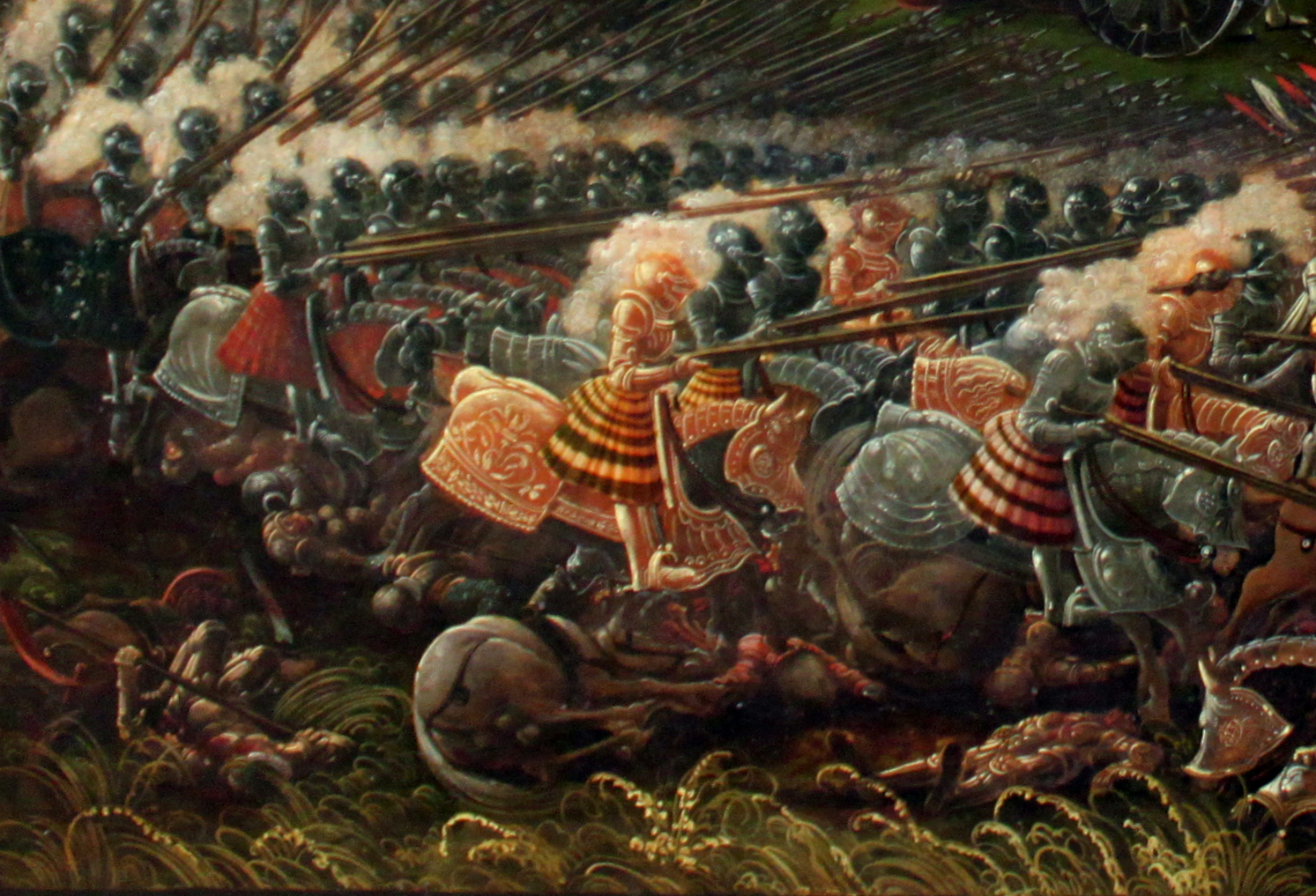
Jandarmii francezi

Formarea liniei a fost folosită și de anumite tipuri unități de cavalerie. 
Persanii sasanizi, mamelucii și cavaleria musulmană din India au folosit adesea tactica numită „grindină”-(shower shooting). Implica o linie de cavalerie grea,  care erau organizați într-o linie statică  sau înaintau într-o formație ordonată la mers, în timp ce își trăgeau cu săgețile. 
În secolul al XVI-lea, cavaleria grea (jandarmi, cavaleri și cuirassiers) a atacat adesea într-o formație de linie. Mai târziu, regimentele de dragoni au început să folosească tactici liniare, în apărare  atunci când erau pe jos . În consecință, numele de „cavalerie de linie” s-a mutat de la cavaleria grea la dragoni. Hussarii din secolele XV-XVII au purtat armură și au atacat adesea în formații de linie strânsă, dar ulterior husarii au devenit o cavalerie ușoară și au încetat să utilizeze tactici liniare. Cazacii nu au folosit niciodată tactici liniare. 